# Thermus aquaticus
Thermus aquaticus är en bakterie som klarar av höga temperaturer. Den trivs vid 70° Celsius, och lever i heta källor. Den innehåller det värmetåliga enzymet Taq-polymeras som är viktigt vid polymeraskedjereaktioner (PCR).
År 1969 rapporterade Thomas Brock och Hudson Freeze, verksamma vid Indiana University, en ny typ av termofil bakterie som de döpte till Thermus aquaticus. Bakterien upptäcktes först i Yellowstone nationalpark i USA och har därefter upptäckts i andra liknande områden.

## Historia
Bakterien påträffades först i heta gejsrar i nationalparken Yellowstone. Upptäckten gjordes av Thomas D. Brock, i samarbete med sin kollega Hudson Freeze, i slutet av 1960-talet. Den nya bakteriearten gavs först namnet Caldobacter trichogenes, vilket senare ändrades till Thermus balnearius. Det slutgiltiga namnet blev dock Thermus aquaticus, vilket var det namn som användes i publikationen som beskrev organismen 1969.

## Bakteriecell
Forskare tror att bakterier har funnits på jorden i ungefär 3 miljarder år. De flesta bakterier är ca i mikrometer långa och har oftast följande organeller:
- DNA: Bakterier har ingen cellkärna då de saknar kärnmembran, den genetiska informationen ligger istället samlad dels i kromosomen och dels i plasmider (små DNA-ringar).

- Cytoplasma: Cellvätska.
- Ribosomer: Sköter proteinsyntesen.
- Cellvägg: Ger stöd och stadga åt cellen.
- Cellmembran: I cellmembranet finns olika proteiner som reglerar vilka ämnen som tas upp respektive avges.
- Kapsel: Kapseln skyddar cellen.
- Flagell: Flagellen underlättar bl.a. rörelse.
- Pili: Pili är ett infästningsorgan som bl.a. används för att överföra plasmid-DNA från en bakterie till en annan.

## Egenskaper
T. aquaticus bildar inte sporer och är inte heller motilt, då bakterien till skillnad från vissa andra bakterier saknar flagell, d.v.s. organellen som ger bakterien möjlighet att förflytta sig.

### Struktur
Thermus aquaticus är en gramnegativ bakterie, vilket innebär att dess celler innehåller ett tunnare lager peptidoglykan jämfört med grampositiva bakterier. Gramnegativa bakterier har dessutom liposackarider samt ett dubbelt cellmembran (inre och yttre), vilket saknas hos grampositiva bakterier. Hos de gramnegativa bakterierna finns cellväggen mellan de båda cellmembranen, i det så kallade periplasmiska utrymmet. Denna egenskap kan påvisas med hjälp av gramfärgning.

### Tillväxt
Thermus aquaticus är en termofil bakterie, vilket innebär att den trivs vid relativt höga temperaturer som andra bakterier inte klarar av. Att termofila bakterier överlever under sådana förhållanden beror på att deras enzym samt cellulära strukturer är värmestabila. Just den här bakterien lever och reproducerar sig vid temperaturer runt 85 °C. Thermus aquaticus är en kemoautotrof och kan erhålla sin mat genom kemosyntes, vilket innebär att den är självnärande genom oxidation av oorganiska ämnen. Dessutom har bakterien påträffats leva tillsammans med cyanobakterier, och har då kunnat skaffa sig energi till tillväxt genom dessa organismers fotosyntes. 

## Användning

### PCR
Thermus aquaticus är en mycket användbar bakterie då den innehåller enzymet Taq DNA-polymeras som används vid den biokemiska metoden PCR, där DNA framställs i stora mängder. PCR-reaktionen består av 3 huvudsteg. I det första steget hettas reaktionsblandningen upp till 96 °C och det dubbelsträngade DNA:t denatureras till enkelsträngat DNA. Därefter sänks temperaturen till 60 °C och två primrar binder in till det enkelsträngade DNA:t. I det tredje steget förlängs DNA-molekylen genom att Taq DNA-polymeraset adderar en nukleotid i taget till primern för att skapa en komplementär kopia av DNA-mallen. Under detta steg är temperaturen 72 °C, vilket är Taq-polymerasets optimala temperatur. Det är enzymets värmetålighet som gör att det inte förstörs, d.v.s. denatureras, vid de höga temperaturer som krävs för PCR.

## Aldolase
Taq DNA-polymeras är inte det enda enzymet som forskare har kunnat utvinna från Thermus aquaticus, ett annat exempel är aldolase. Det värmestabila enzymets optimala temperatur är 95˚C och när temperaturen sjunker till under 60˚C, minskar enzymets aktivitet. Enzymet aktiveras bl.a. av höga halter av ammoniumjoner (NH4+), låga halter av järnjoner (Fe2+) och av cystein.